# Stejnopohlavní svazky v Rusku
Ruská federace nepřiznává homosexuálním párům právo na sňatek, ani na jinou právní úpravu jejich soužití. Nicméně podle slov aktivistů by Rusko mohlo uznávat stejnopohlavní manželství uzavřené v zahraničí. Ruské zákony mají několik ustanovení týkajících se zahraničních manželství, která lze uznat, a která ne. O stejnopohlavním manželství se nijak nezmiňují.

## Postoj Rusů ke stejnopohlavnímu manželství
Veřejná podpora stejnopohlavních svazků jako takových je v zemích bývalého Sovětského svazu velmi limitovaná, což tamní vlády nijak nemotivuje k přijímání takové legislativy.
V r. 2005 se v Rusku uskutečnily dva průzkumy na téma stejnopohlavního manželství. Nikdo ze zkoumaných se nevyslovil pro registrované partnerství. Oba dosáhly přibližně stejných výsledků, ačkoli se jejich dotazy od sebe lišily:
- V lednu ukázal výzkum All-Russian Public Opinion, že pouze 14 % Rusů podporuje stejnopohlavní manželství, zatímco 17 % tato otázka rozděluje. Pro porovnání 59 % Rusů odmítá stejnopohlavní manželství, 25 % s ním spíše nesouhlasí a 34 % zcela nesouhlasí. 10 % dělalo problém na otázku odpovědět.[2] Výzkum se nezabýval registrovaným partnerstvím.
- V dubnu ukázal průzkum veřejného mínění uskutečněný LGBT Human Rights Project Gayrussia.ru a realizovaný organizací pro výzkum veřejného mínění Levada Center, že 73,4 % Rusů odmítá stejnopohlavní manželství, zatímco 14,3 % je pro.
- Stejnopohlavní partneři zahraničních diplomatů jsou v praxi chápáni jako rodinní příslušníci.

## Ruská pravoslavná církev
V r. 2016 řekl moskevský patriarcha Kirill, že stejnopohlavní manželství je formou sovětského totalitarismu. Během návštěvy Kyrgyzstánu v květnu 2017 ho dokonce začal porovnávat s nacismem a vyzval k obraně tradičních rodinných hodnot.

## Kampaň za stejnopohlavní manželství v Rusku

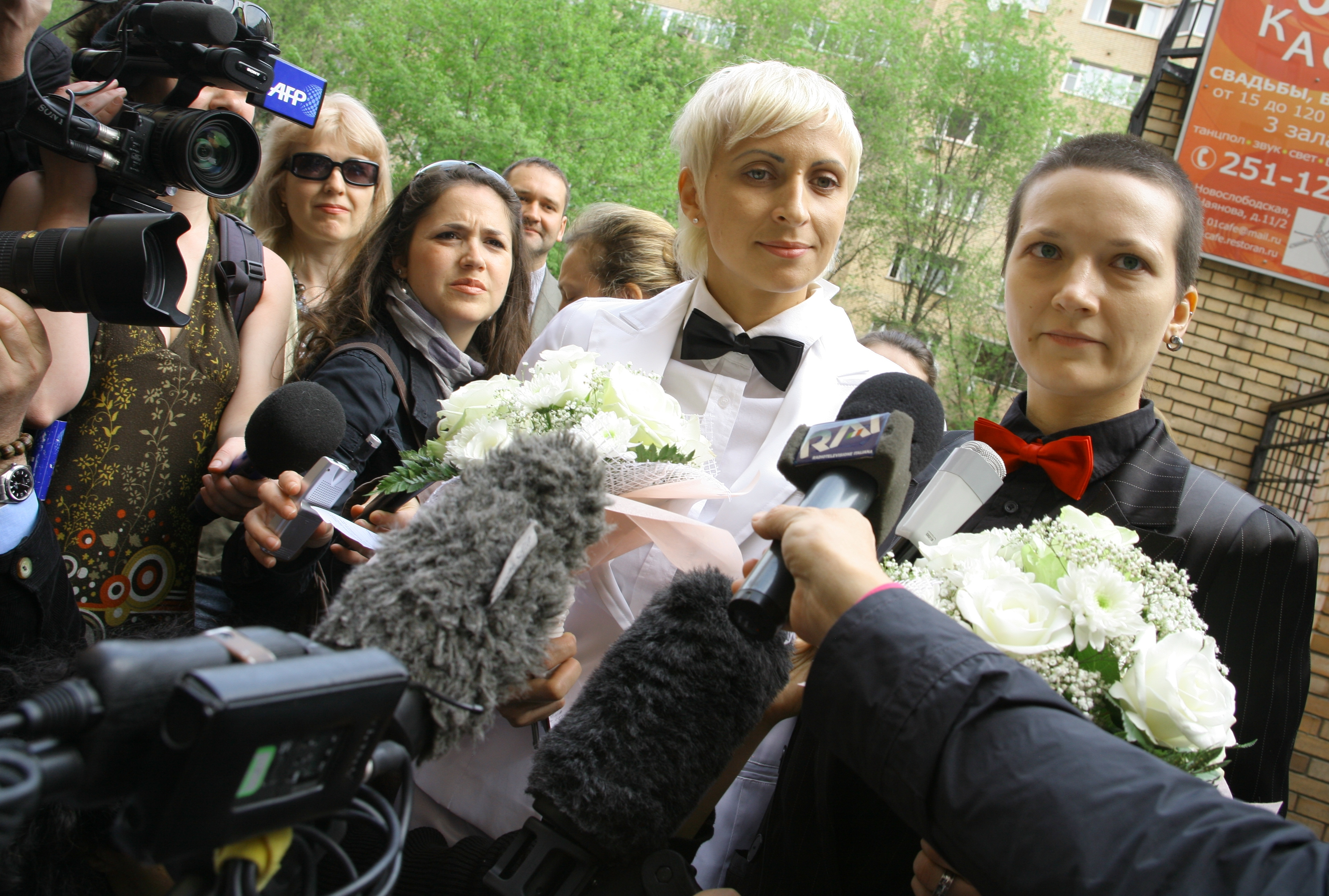
Fotografie převzatá při pokusu o registraci stejnopohlavního manželství, 12. květen 2009, Moskva, Rusko.

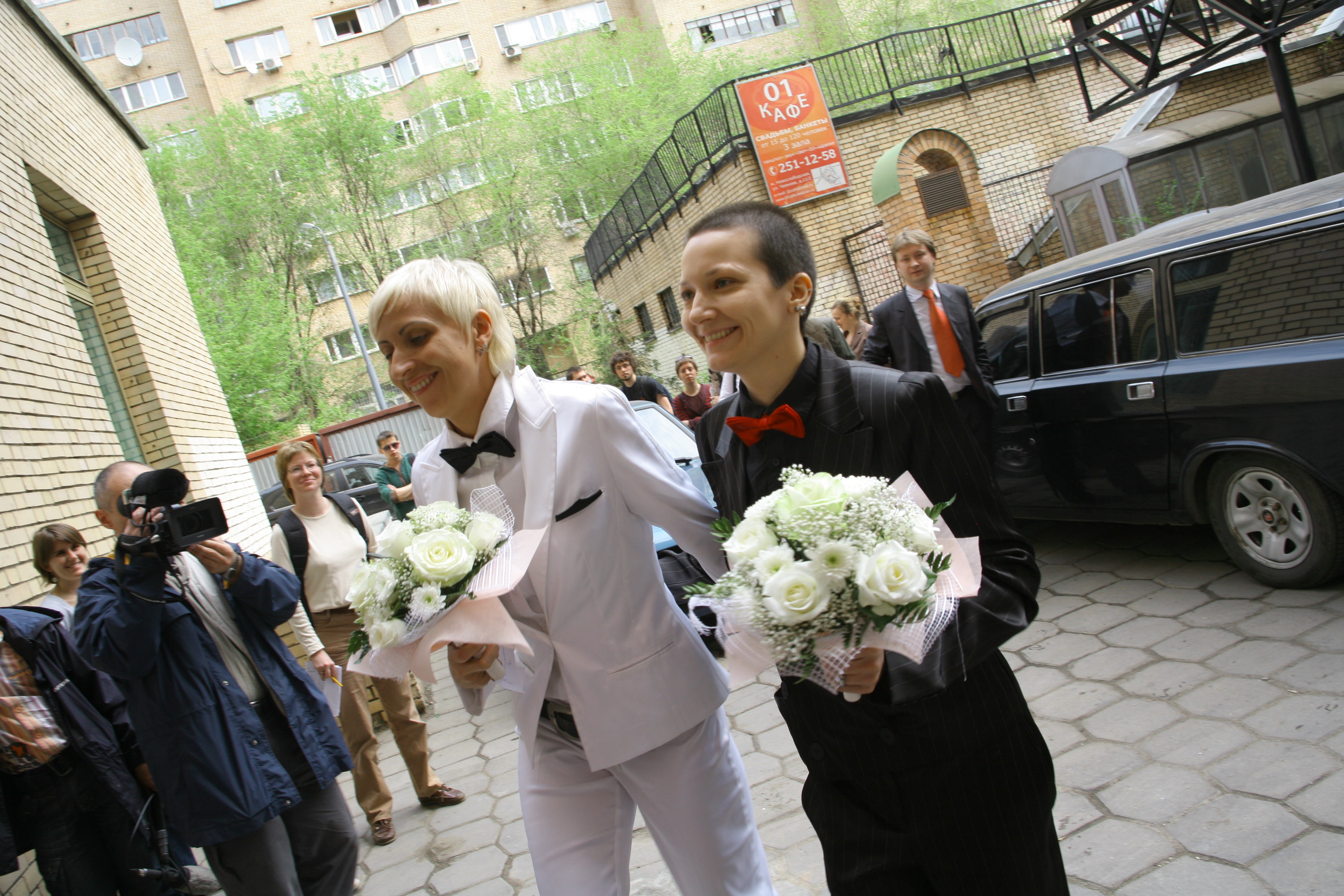

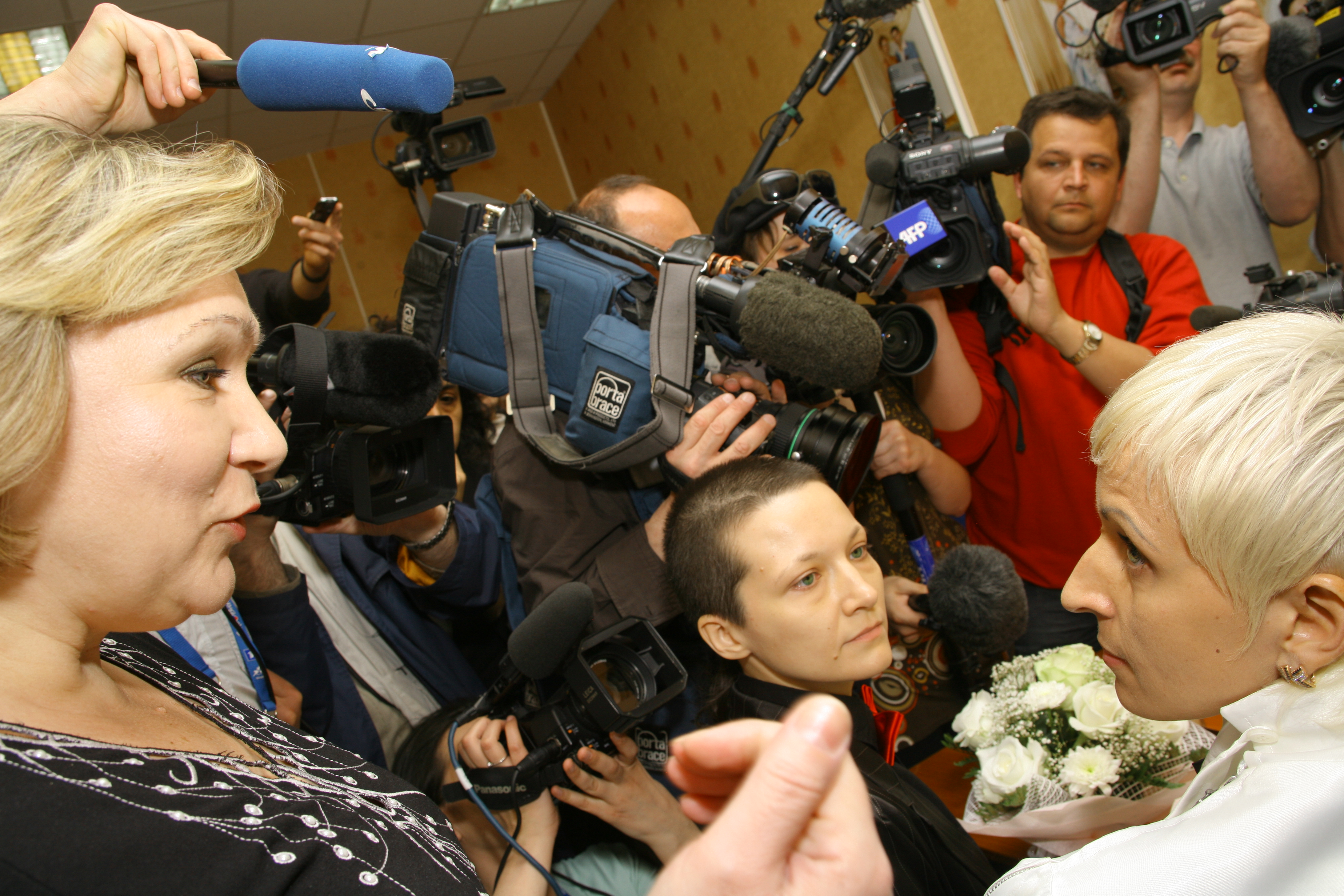

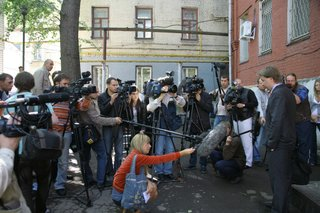
Fotografie převzatá z 26. srpna 2009. Irina Fedotova a Irina Shiptko stojící před soudem, než začne líčení, 26. srpen 2009.

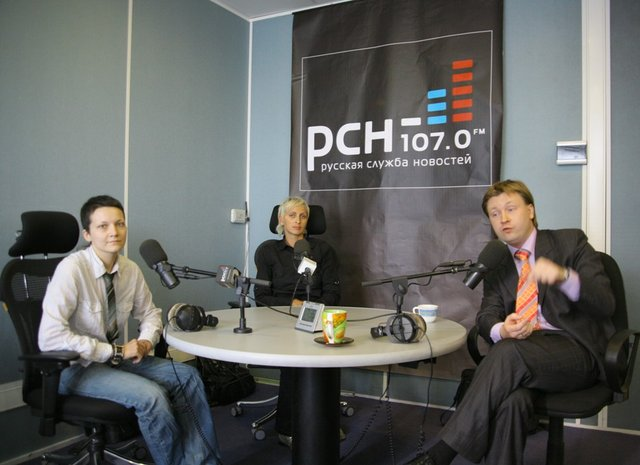
Fotografie převzatá ze dne 26. srpna 2009. Studio Radio Russian News Service

V dubnu 2009 zahájil gay aktivista Nikolaj Alexejev kampaň za stejnopohlavní manželství v Rusku. Již předtím v r. 2005 a znovu v r. 2008 se o tom zmínil ve svém projektu LGBT Human Rights Project Gayrussia.ru, v němž také hledal dobrovolníky z řad gay a lesbických párů, kteří chtěli, aby Rusko uznalo jejich rodinná a manželská práva.
12. května 2009 žádal lesbický pár Irina Fedotova (Fet) a Irina Šipitko o sňatek na Tverském úřadu pro registraci civilních aktů v centru Moskvy. Ve své žádosti uvádí: "Ruská ústava a rodinné právo stejnopohlavní manželství nezakazují." Máme se rády, jsme spolu šťastné, chceme spolu žít šťastně až do smrti, a chceme tak učinit zde v Rusku," uvedly obě ženy pro The New York Times.
Celý akt se odehrál souběžně se Slavic Pride a Eurovision Song Contest 2009 dne 16. května v Moskvě. Moscow Pride 2009 konaný pod názvem Slavic Pride se nesl v duchu hesla "Gay rovnost - žádný kompromis" s požadavkem na stejnopohlavní manželství a adopci dětí. Místo konání protestů bylo na poslední chvíli naplánované v blízkosti Moskevské státní univerzity, což je oblíbené místo pro konání svateb. Toto místo tímto podtrhávalo motto protestů.
Žadatelský pár byl ředitelkou úřadu Světlanou Potamyšněvou odmítnut. Své odůvodnění nezaregistrovat manželství odůvodnila tak, že bod 3 článku 1 zákona o rodině říká, že regulace rodinných vztahů musí spočívat na principu dobrovolného svazku muže a ženy. V červnu 2009 se pár proti úřednímu rozhodnutí odvolal. V odůvodnění obě odpůrkyně stále trvaly na tom, že ruská ústava a rodinné právo nezakazují stejnopohlavní manželství. Kromě toho jsou rodinná a manželská práva homosexuálních párů garantovaná Články 8 a 12 Evropské úmluvy o lidských právech, k níž Ruská federace přistoupila. Soudní líčení naplánované na 26. srpna 2009 bylo odloženo na 9. září 2009 a později na 6. října 2009. Odvolací soud rozhodl v neprospěch žalobkyň. Nikolaj Alexejev sdělil novinářům, že se případ dostane až k Nejvyššímu soudu, a pokud ani ten nevyhoví, tak do Štrasburku. Caroline Mecary, francouzská právnička, která už u Evropského soudu pro lidská práva zastupovala francouzský gay pár v kauze podobného typu, řekla v červnu 2009, že si vezme na starosti i ruský případ. Nikolaj Alexejev, právní zástupce lesbického páru, pro tisk uvedl, že je nechá oddat v Kanadě, a později zažádá o uznání jejich sňatku ze strany Ruska.

Pár uvedl, že uzavře manželství v kanadském Torontu 23. října 2009, kde je manželství otevřené i pro nerezidenty, a že později ruskou vládu o právní uznání jejich svazku. K svatbě došlo přesně dle plánu 23. října. Obřad proběhl pod záštitou prvního otevřeně homosexuálního soudce Harveyho Brownstona. Při této příležitosti se shromáždilo několik médií i lokálních aktivistů. Novomanželky získaly kanadský manželský certifikát, který hodlaly předložit ruským úřadům se žádostí o jeho uznání. Přestože zákon o rodině omezuje manželství pouze na heterosexuální páry, tak v části o zahraničním manželství není o pohlaví manželů žádná zmínka. Pár se spolu s právníkem Nikolajem Alexejevem a místními aktivisty zúčastnil tiskové konference v Toronto City Hall před svatebním obřadem. Kanadští aktivisté ocenili jejich snahu o dosažení manželské rovnosti s tím, že je nutná mezinárodní solidarita mezi LGBT hnutími v jiných zemích, včetně Ruska.
Dne 21. ledna 2010 potvrdil Odvolací soud v Moskvě rozhodnutí soudu nižší instance z 6. října 2009. V červenci 2010 podaly Irina Fedotova (Fet) a Irina Šipitko žalobu na Ruskou federaci u Evropského soudu pro lidská práva.